# Fanny Låstbom
Fanny Helena Sofia Låstbom, född 11 januari 1857 i Östhammar, död 7 mars 1926 i Engelbrekts församling, Stockholm, var en svensk konstnär.
Fanny Låstbom var dotter till handlaren Kuno Bertrand Låstbom (1823–1884) i Östhammar. Hon bodde i Paris en stor del av perioden 1891–1914. Hon gjorde ett flertal studieresor till Bretagne, Italien, Brygge och Norge. I Sverige har hon gjort verk med motiv från Dalarna, Stockholm, Sigtuna, Visby och Råå. Hennes oljemålningar har motiv med stadsbilder, landskap och människor i Dalarna och Bretagne. Låstbom är begravd på Norra begravningsplatsen utanför Stockholm.